# UCI Asia Tour 2013
Die UCI Asia Tour 2013 ist die neunte Saison des vom Weltradsportverband Union Cycliste Internationale (UCI) zur Saison 2005 eingeführten asiatischen Straßenradsport-Kalenders unterhalb der UCI WorldTour und gehört zu den UCI Continental Circuits. Sie begann am 1. Oktober 2012 und endet am 30. September 2013.
Die Eintagesrennen und Etappenrennen der UCI Asia Tour sind in drei Kategorien (HC, 1 und 2) eingeteilt. Bei jedem Rennen werden Punkte für eine Wertung vergeben. An dieser Wertung nehmen die Professional Continental Teams und die Continental Teams teil. An den einzelnen Rennen können auch ProTeams teilnehmen, die von Fahrern der ProTeams erzielten Platzierungen bleiben aber für das Ranking außer Betracht.

## Gesamtstand
(Endstand: 30. September 2013)
| Platz | Fahrer              |             | Team | Punkte |
| ----- | ------------------- | ----------- | ---- | ------ |
| 1.    | Julián Arredondo    | Kolumbien   | PPO  | 343    |
| 2.    | Alois Kaňkovský     | Tschechien  | ADP  | 288    |
| 3.    | Ghader Mizbani      | Iran        | TPT  | 276    |
| 4.    | Mirsamad Pourseyedi | Iran        | TPT  | 269    |
| 5.    | Benjamin Giraud     | Frankreich  | LPM  | 245    |
| 6.    | Ki Ho Choi *        | Hongkong    |      | 243    |
| 7.    | Milan Kadlec        | Tschechien  | ADP  | 202    |
| 8.    | Kirill Posdnjakow   | Russland    | BCP  | 200    |
| 9.    | Murodjon Xolmurodov | Usbekistan  | RTS  | 186    |
| 10.   | Fortunato Baliani   | Italien     | PPO  | 172    |
| 11.   | King Lok Cheung *   | Hongkong    |      | 170    |
| 12.   | Sacha Modolo        | Italien     | BAR  | 148    |
| 13.   | Bernard Sulzberger  | Australien  | DPC  | 134    |
| 14.   | Amir Kolahdozhagh * | Iran        | TPT  | 123    |
| 15.   | Francesco Chicchi   | Italien     | VIN  | 113    |
| 16.   | Rico Rogers         | Neuseeland  | BCP  | 111    |
| 17.   | Andrei Misurow      | Kasachstan  | TRK  | 107    |
| 18.   | Daniel Klemme 1     | Deutschland | LET  | 106    |
| 19.   | Sea Keong Loh       | Malaysia    | TSI  | 100    |
| 20.   | Ali Khademi 1       | Iran        | AYA  | 100    |
|       | …                   |             |      |        |
| 114.  | Johann Tschopp      | Schweiz     | IAM  | 28     |
| 133.  | Daniel Biedermann   | Osterreich  | VBG  | 22     |
| 212.  | Alex Kirsch         | Luxemburg   | LET  | 11     |

| Platz | Team                                |                     | Punkte |
| ----- | ----------------------------------- | ------------------- | ------ |
| 1.    | Tabriz Petrochemical Team           | Iran                | 813    |
| 2.    | Team Nippo-De Rosa                  | Japan               | 609    |
| 3.    | ASC Dukla Prag                      | Tschechien          | 518    |
| 4.    | Synergy Baku Cycling Project        | Aserbaidschan       | 493    |
| 5.    | Continental Team Astana             | Kasachstan          | 425    |
| 6.    | La Pomme Marseille                  | Frankreich          | 346    |
| 7.    | Terengganu Cycling Team             | Malaysia            | 333    |
| 8.    | Drapac Cycling                      | Australien          | 328    |
| 9.    | RTS-Santic Racing Team              | Chinesisch Taipeh   | 291    |
| 10.   | Bridgestone Anchor                  | Japan               | 256    |
| 11.   | Vini Fantini-Selle Italia           | Italien             | 240    |
| 12.   | Torku Şekerspor                     | Turkei              | 204    |
| 13.   | Ayandeh Continental Team            | Iran                | 203    |
| 14.   | Huon Salmon-Genesys Wealth Advisers | Australien          | 199    |
| 15.   | Bardiani Valvole-CSF Inox           | Italien             | 195    |
| 16.   | MTN Qhubeka                         | Sudafrika           | 192    |
| 17.   | Champion System                     | China Volksrepublik | 180    |
| 18.   | Aisan Racing Team                   | Japan               | 172    |
| 19.   | Christina Watches-Onfone            | Danemark            | 158    |
| 20.   | KSPO                                | Korea Sud           | 155    |
|       | …                                   |                     |        |
| 24.   | Leopard-Trek Continental Team       | Schweiz             | 142    |
| 26.   | Atlas Personal-Jakroo               | Schweiz             | 125    |
| 37.   | Nutrixxion Abus                     | Deutschland         | 66     |
| 49.   | Team Vorarlberg                     | Osterreich          | 25     |

| Platz | Nation                       | Punkte |
| ----- | ---------------------------- | ------ |
| 1.    | Iran                         | 1068   |
| 2.    | Kasachstan                   | 649    |
| 3.    | Japan                        | 593    |
| 4.    | Hongkong                     | 592    |
| 5.    | Malaysia                     | 588,25 |
| 6.    | Usbekistan                   | 317    |
| 7.    | Südkorea                     | 278,25 |
| 8.    | Indonesien                   | 193    |
| 9.    | Volksrepublik China          | 185    |
| 10.   | Kirgisistan                  | 148    |
| 11.   | Libanon                      | 140    |
| 12.   | Thailand                     | 138    |
| 13.   | Vietnam                      | 87     |
| 14.   | Philippinen                  | 63     |
| 15.   | Vereinigte Arabische Emirate | 32     |
| 16.   | Mongolei                     | 25     |
| 17.   | Syrien                       | 20     |
| 18.   | Chinesisch Taipeh            | 10,25  |
| 19.   | Irak                         | 4      |

| Platz | Nation (U23)        | Punkte |
| ----- | ------------------- | ------ |
| 1.    | Hongkong            | 460    |
| 2.    | Kasachstan          | 405    |
| 3.    | Iran                | 223    |
| 4.    | Malaysia            | 127,25 |
| 5.    | Libanon             | 84     |
| 6.    | Südkorea            | 84     |
| 7.    | Indonesien          | 48     |
| 8.    | Thailand            | 42     |
| 9.    | Japan               | 41     |
| 10.   | Usbekistan          | 22     |
| 11.   | Philippinen         | 20     |
| 12.   | Vietnam             | 19     |
| 13.   | Volksrepublik China | 16     |
| 14.   | Irak                | 4      |
| 15.   | Chinesisch Taipeh   | 3      |

Zu den Regeln der einzelnen Ranglisten: 

## Rennkalender

### Oktober 2012
| Datum   | Rennen         | Kat. | Ergebnis | Sieger         | Team                |
| ------- | -------------- | ---- | -------- | -------------- | ------------------- |
| 20.–28. | Tour of Hainan | 2.HC | Details  | Dmitri Grusdew | Astana Pro Team     |
| 21.     | Japan Cup      | 1.HC | Details  | Ivan Basso     | Liquigas-Cannondale |

### November 2012
| Datum   | Rennen             | Kat. | Sieger        | Team           |
| ------- | ------------------ | ---- | ------------- | -------------- |
| 2.–8.   | Tour of Taihu Lake | 2.1  | Milan Kadlec  | ASC Dukla Prag |
| 10.–14. | Milad De Nour Tour | 2.2  | abgesagt      |                |
| 18.–20. | Tour of Fuzhou     | 2.2  | Ki Ho Choi    | Hongkong       |
| 25.     | Tour de Okinawa    | 1.2  | Thomas Palmer | Drapac Cycling |

### Dezember 2012
| Datum   | Rennen                  | Kat. | Sieger     | Team               |
| ------- | ----------------------- | ---- | ---------- | ------------------ |
| 7.–9.   | Banyuwangi Tour de Ijen | 2.2  | Ki Ho Choi | Hongkong           |
| 17.–21. | Tour of Vietnam         | 2.2  | En Huang   | MAX Success Sports |

### Februar
| Datum   | Rennen           | Kat. | Sieger           | Team                    |
| ------- | ---------------- | ---- | ---------------- | ----------------------- |
| 3.–8.   | Tour of Qatar    | 2.HC | Mark Cavendish   | Omega Pharma-Quick Step |
| 11.–16. | Tour of Oman     | 2.HC | Chris Froome     | Sky ProCycling          |
| 21.–2.  | Tour de Langkawi | 2.HC | Julián Arredondo | Team Nippo-De Rosa      |

### März
| Datum   | Rennen                                      | Kat. | Sieger              | Team           |
| ------- | ------------------------------------------- | ---- | ------------------- | -------------- |
| 14.     | Asienmeisterschaft – Einzelzeitfahren       | CC   | Murodjon Xolmurodov | Usbekistan     |
| 14.     | Asienmeisterschaft – Einzelzeitfahren (U23) | CC   | Daniil Fominych     | Kasachstan     |
| 16.     | Asienmeisterschaft – Straßenrennen (U23)    | CC   | Ali Khademi         | Iran           |
| 17.     | Asienmeisterschaft – Straßenrennen          | CC   | Murodjon Xolmurodov | Usbekistan     |
| 18.–24. | Tour de Taiwan                              | 2.1  | Bernard Sulzberger  | Drapac Cycling |

### April
| Datum   | Rennen                | Kat. | Sieger         | Team                      |
| ------- | --------------------- | ---- | -------------- | ------------------------- |
| 1.–6.   | Tour of Thailand      | 2.2  | Ki Ho Choi     | Hongkong                  |
| 13.–16. | Le Tour de Filipinas  | 2.2  | Ghader Mizbani | Tabriz Petrochemical Team |
| 21.     | Melaka Governor’s Cup | 1.2  | Lex Nederlof   | CCN Cycling Team          |

### Mai
| Datum   | Rennen         | Kat. | Sieger            | Team                      |
| ------- | -------------- | ---- | ----------------- | ------------------------- |
| 19.–26. | Tour of Japan  | 2.1  | Fortunato Baliani | Team Nippo-De Rosa        |
| 23.–27. | Tour of Iran   | 2.2  | Ghader Mizbani    | Tabriz Petrochemical Team |
| 30.–2.  | Tour de Kumano | 2.2  | Julián Arredondo  | Team Nippo-De Rosa        |

### Juni
| Datum   | Rennen            | Kat. | Sieger                               | Team                                    |
| ------- | ----------------- | ---- | ------------------------------------ | --------------------------------------- |
| 2.–9.   | Tour de Singkarak | 2.2  | Ghader Mizbani                       | Tabriz Petrochemical Team               |
| 9.–16.  | Tour de Korea     | 2.2  | Michael Cuming                       | Rapha Condor JLT                        |
| 15.     | Golan I           | 2.2  | abgesagt wegen Bürgerkrieg in Syrien |                                         |
| 17.     | Golan II          | 2.2  | abgesagt wegen Bürgerkrieg in Syrien |                                         |
| 20.     | Golan III         | 2.2  | abgesagt wegen Bürgerkrieg in Syrien |                                         |
| 26.–30. | Jelajah Malaysia  | 2.2  | Sea Keong Loh                        | OCBC Singapore Continental Cycling Team |

### Juli
| Datum  | Rennen               | Kat. | Sieger              | Team                      |
| ------ | -------------------- | ---- | ------------------- | ------------------------- |
| 7.–20. | Tour of Qinghai Lake | 2.HC | Mirsamad Pourseyedi | Tabriz Petrochemical Team |

### August
| Datum   | Rennen         | Kat. | Sieger         | Team                      |
| ------- | -------------- | ---- | -------------- | ------------------------- |
| 18.–22. | Tour of Borneo | 2.2  | Ghader Mizbani | Tabriz Petrochemical Team |
| 24.–28. | Kerman Tour    | 2.2  | abgesagt       |                           |

### September
| Datum   | Rennen            | Kat. | Sieger               | Team                         |
| ------- | ----------------- | ---- | -------------------- | ---------------------------- |
| 4.–7.   | Tour of East Java | 2.2  | José Vicente Toribio | Team Ukyo                    |
| 14.–16. | Tour de Hokkaidō  | 2.2  | Thomas Lebas         | Bridgestone Anchor           |
| 14.–20. | Tour of China I   | 2.1  | Kirill Posdnjakow    | Synergy Baku Cycling Project |
| 23.–30. | Tour of China II  | 2.1  | Alois Kaňkovský      | ASC Dukla Prag               |
| 25.–29. | Tour de Brunei    | 2.2  | abgesagt             |                              |